# Список населённых пунктов Нюксенского района
В Нюксенском районе 137 населённых пунктов в составе 4 сельских поселений, в том числе 124 деревни, 9 посёлков, 2 села, 2 хутора.
Ниже приведён список всех населённых пунктов с кодами ОКАТО, жирным шрифтом выделены центры сельских поселений.

## Востровское сельское поселение
- 19 236 820 002 деревня Борщовик
- 19 236 820 001 деревня Вострое
- 19 236 820 003 деревня Заболотье
- 19 236 820 004 посёлок Копылово
- 19 236 820 005 посёлок Леваш
- 19 236 820 006 деревня Пустынь
- 19 236 820 007 деревня Сокольная
- 19 236 820 008 деревня Стрелка
- 19 236 820 009 деревня Ягрыш

## Городищенское сельское поселение
- 19 236 824 002 деревня Ананьевская
- 19 236 824 003 деревня Бледвеж
- 19 236 812 002 деревня Большая Горка
- 19 236 824 004 деревня Большие Ивки
- 19 236 824 005 деревня Большие Мысы
- 19 236 836 002 деревня Бор
- 19 236 808 001 деревня Брусенец
- 19 236 812 001 деревня Брусноволовский Погост
- 19 236 824 006 деревня Брызгалово
- 19 236 836 003 деревня Быково
- 19 236 836 004 деревня Васильево
- 19 236 824 008 деревня Великий Двор
- 19 236 824 009 деревня Верхнее Каменное
- 19 236 824 010 деревня Верхняя Горка
- 19 236 812 003 деревня Верховье
- 19 236 824 012 деревня Ворониха
- 19 236 836 005 деревня Гаврилово
- 19 236 808 003 деревня Гордяково
- 19 236 824 001 село Городищна
- 19 236 824 014 деревня Дворище
- 19 236 812 004 деревня Дор
- 19 236 836 006 деревня Дор
- 19 236 812 005 хутор Дроздово
- 19 236 836 007 деревня Жар
- 19 236 836 008 деревня Заглубоцкая
- 19 236 836 009 деревня Задний Двор
- 19 236 812 006 деревня Запольная
- 19 236 824 015 деревня Казаково
- 19 236 824 016 деревня Карманов Двор
- 19 236 836 012 деревня Киселево
- 19 236 824 018 деревня Климшино
- 19 236 824 019 деревня Козлевская
- 19 236 824 020 деревня Козлово
- 19 236 812 007 деревня Кокуево
- 19 236 836 013 деревня Космаревская Кулига
- 19 236 812 008 деревня Костинская
- 19 236 836 014 деревня Левково
- 19 236 836 015 деревня Лопатино
- 19 236 824 021 деревня Лукино
- 19 236 824 022 деревня Ляменская
- 19 236 824 023 деревня Макарино
- 19 236 812 009 деревня Малая Горка
- 19 236 824 024 деревня Малые Ивки
- 19 236 836 001 деревня Матвеевская
- 19 236 824 026 деревня Микшино
- 19 236 808 004 деревня Монастыриха
- 19 236 824 027 деревня Мыгра
- 19 236 824 028 деревня Нижнее Каменное
- 19 236 824 029 деревня Нижняя Горка
- 19 236 812 011 деревня Низовки
- 19 236 812 010 деревня Новая Дуброва
- 19 236 824 031 деревня Опалихи
- 19 236 824 032 деревня Перхушково
- 19 236 824 033 деревня Пожарище
- 19 236 836 016 посёлок Половники
- 19 236 836 018 деревня Пригорово
- 19 236 808 005 деревня Пустыня
- 19 236 824 034 деревня Сарафановская
- 19 236 836 020 деревня Семейные Ложки
- 19 236 812 012 деревня Слекишино
- 19 236 824 035 деревня Слобода
- 19 236 824 036 деревня Слободка
- 19 236 824 037 деревня Софроновская
- 19 236 824 038 деревня Струбиха
- 19 236 812 013 деревня Суровцево
- 19 236 836 021 деревня Тоз
- 19 236 824 039 деревня Федьковская
- 19 236 836 022 деревня Холм
- 19 236 808 006 деревня Хохлово
- 19 236 824 040 деревня Черемисские
- 19 236 836 023 деревня Шульгино
- 19 236 824 041 деревня Юшково

## Игмасское сельское поселение
- 19 236 832 002 посёлок Васильево
- 19 236 832 003 посёлок Зимняк
- 19 236 832 001 посёлок Игмас
- 19 236 832 004 деревня Игмас
- 19 236 832 006 деревня Кириллово
- 19 236 832 007 деревня Пески

## Нюксенское сельское поселение
- 19 236 804 002 деревня Аксентьево
- 19 236 802 002 деревня Березовая Слободка
- 19 236 802 016 деревня Березово
- 19 236 804 001 деревня Бобровское
- 19 236 828 002 деревня Большая Сельменга
- 19 236 802 003 деревня Верхнее Осиново
- 19 236 828 003 деревня Гора
- 19 236 828 004 деревня Дмитриево
- 19 236 802 004 деревня Дунай
- 19 236 840 003 деревня Заболотье
- 19 236 840 002 деревня Заборье
- 19 236 840 004 деревня Задняя
- 19 236 804 014 деревня Заречье
- 19 236 802 005 деревня Звегливец
- 19 236 840 005 деревня Ивановская
- 19 236 804 004 деревня Килейная Выставка
- 19 236 804 005 деревня Кишкино
- 19 236 802 006 деревня Ключевая
- 19 236 840 006 деревня Кокшенская
- 19 236 840 007 деревня Королевская
- 19 236 828 001 деревня Красавино
- 19 236 840 008 деревня Кузнецовская
- 19 236 802 007 деревня Ларинская
- 19 236 840 001 деревня Лесютино
- 19 236 828 005 деревня Малая Сельменга
- 19 236 840 009 деревня Малиново
- 19 236 840 010 деревня Мальчевская
- 19 236 840 011 деревня Мартыновская
- 19 236 804 006 посёлок Матвеево
- 19 236 804 007 деревня Мыс
- 19 236 802 008 деревня Наволоки
- 19 236 804 008 деревня Нагорье
- 19 236 840 012 деревня Наквасино
- 19 236 802 009 деревня Нижнее Осипово
- 19 236 802 010 деревня Норово
- 19 236 844 001 село Нюксеница
- 19 236 828 006 деревня Озерки
- 19 236 828 007 посёлок Озерки
- 19 236 802 011 посёлок Олешковка
- 19 236 804 009 деревня Панфилиха
- 19 236 828 008 деревня Побоищное
- 19 236 804 011 деревня Подол
- 19 236 840 013 деревня Пожарище
- 19 236 844 002 деревня Прожектор
- 19 236 804 012 деревня Разуличье
- 19 236 840 014 деревня Семенова Гора
- 19 236 802 015 деревня Советская
- 19 236 802 013 хутор Советский
- 19 236 804 013 деревня Угол
- 19 236 802 014 деревня Устье-Городищенское